# Cantó de Pamandzi
El cantó de Pamandzi és un cantó francès del departament d'ultramar de Mayotte. Abasta el municipi de Pamandzi.

## Història
| Data d'elecció                           | Identitat         | Partit        | Qualitat |
| ---------------------------------------- | ----------------- | ------------- | -------- |
| 2004-2011                                | Fadul Ahmed Fadul | UMP           |          |
| 2011-                                    | Daniel Zaïdani    | Divers gauche |          |
| les dades anteriors no són pas conegudes |                   |               |          |
|                                          |                   |               |          |